# Tour de Indonesia
El Tour de Indonesia es una carrera ciclista profesional por etapas de Indonesia.
Su primera edición en 2004 fue amateur pero ya desde la creación de los Circuitos Continentales UCI en 2005 empezó a formar parte del UCI Asia Tour, dentro de la categoría 2.2 (última categoría del profesionalismo).
Tras no disputarse entre los años 2012 al 2017, la carrera regresó al calendario UCI Asia Tour 2018 bajo la categoría 2.1.

## Palmarés
| Año                               | Ganador           | Segundo                  | Tercero                 |
| --------------------------------- | ----------------- | ------------------------ | ----------------------- |
| edición amateur                   |                   |                          |                         |
| 2004                              | Nathan Dahlberg   | Amin Saryana             | Ngai Ching Wong         |
| ediciones profesionales           |                   |                          |                         |
| 2005                              | Hossein Askari    | Paul Griffin             | Vjatsjeslav Djaditsjkin |
| 2006                              | David McCann      | Vjatsjeslav Djaditsjkin  | Mostafa Seyed-Rezaei    |
| 2007 edición no realizada         |                   |                          |                         |
| 2008                              | Ghader Mizbani    | Amir Zargari             | Hossein Jahabanian      |
| 2009                              | Mahdi Sohrabi     | Ghader Mizbani           | Andréi Mizúrov          |
| 2010                              | Herwin Jaya       | Abdullah Fatahillah      | Eddy Hollands           |
| 2011                              | Eric Sheppard     | Christoph Springer       | Chan Chun Hing          |
| 2012-2017 ediciones no realizadas |                   |                          |                         |
| 2018                              | Ariya Phounsavath | Peerapol Chawchiangkwang | Jokin Etxabe            |
| 2019                              | Thomas Lebas      | Angus Lyons              | Jeroen Meijers          |

## Palmarés por países
| País          | Victorias |
| ------------- | --------- |
| Irán          | 3         |
| Indonesia     | 1         |
| Nueva Zelanda | 1         |
| Irlanda       | 1         |
| Australia     | 1         |
| Laos          | 1         |
| Francia       | 1         |